# Rue du Donjon (Bruxelles)
 (signalé en août 2025).
Si vous disposez d'ouvrages ou d'articles de référence ou si vous connaissez des sites web de qualité traitant du thème abordé ici, merci de compléter l'article en donnant les références utiles à sa vérifiabilité et en les liant à la section « Notes et références ».
- Archive Wikiwix
- Bing
- Cairn
- DuckDuckGo
- E. Universalis
- Gallica
- Google
- G. Books
- G. News
- G. Scholar
- Persée
- Qwant
- (zh) Baidu
- (ru) Yandex
- (wd) trouver des œuvres sur Wikidata

 (août 2025).
Motif : Rue sans notoriété évidente. Sources secondaires semblent absentes.
- Archive Wikiwix
- Bing
- Cairn
- DuckDuckGo
- E. Universalis
- Gallica
- Google
- G. Books
- G. News
- G. Scholar
- Persée
- Qwant
- (zh) Baidu
- (ru) Yandex
- (wd) trouver des œuvres sur Wikidata

| 1. | Préciser le motif de la pose du bandeau. | Précisez le motif de la pose du bandeau en utilisant la syntaxe suivante : {{admissibilité à vérifier\|date=août 2025\|motif=remplacez ce texte par le motif}}                                 |
| 2. | Informer les utilisateurs concernés.     | Pensez à avertir le créateur de l'article, par exemple, en insérant le code ci-dessous sur sa page de discussion : {{subst:avertissement admissibilité à vérifier\|Rue du Donjon (Bruxelles)}} |

Pour les articles homonymes, voir Rue du Donjon.
La rue du Donjon (en néerlandais: Wachttorenstraat) est une rue bruxelloise de l'ancienne commune de Haren qui va de la rue de Verdun à la rue du Pré aux Oies en passant par la rue Sainte-Élisabeth.
La numérotation des habitations va de 31 à 75 pour le côté impair et de 22 à 64 pour le côté pair.